# Oliver Wähling
Oliver Wähling (* 6. September 1999 in Ludwigsburg) ist ein deutsch-englischer Fußballspieler.

## Karriere
Er begann mit dem Fußballspielen in der Jugendabteilung des Karlsruher SC. Für seinen Verein bestritt er 25 Spiele in der B-Junioren-Bundesliga und 29 Spielen in der A-Junioren-Bundesliga, bei denen ihm insgesamt zwölf Tore gelangen. Im Sommer 2018 wechselte er in die Regionalliga Südwest zur 2. Mannschaft des VfB Stuttgart. Nach 33 Spielen mit sieben Toren für seinen Verein schloss er sich im Sommer 2019 ligaintern dem 1. FSV Mainz 05 II an.
Nach zwei Spielzeiten und 42 Spielen mit fünf Toren für seinen Verein wechselte er im Sommer 2021 in die 3. Liga zum VfL Osnabrück. Dort kam er auch zu seinem ersten Einsatz im Profibereich, als er am 15. Januar 2022, dem 21. Spieltag, beim 2:1-Heimsieg gegen den 1. FC Saarbrücken in der 90. Spielminute für Sven Köhler eingewechselt wurde. Für Osnabrück kam er zu 17 Drittligaeinsätzen, ehe er mit dem Team 2023 in die 2. Bundesliga aufstieg. In dieser spielte er aber keine Rolle und blieb in der Saison 2023/24 ohne Einsatz.
Zur Saison 2024/25 wechselte Wähling zum österreichischen Bundesligisten FC Blau-Weiß Linz, bei dem er einen bis 2026 laufenden Vertrag erhielt.

## Privates
Oliver ist der Sohn eines Deutschen und einer Engländerin. Er hat vier Brüder, wobei die beiden älteren, Alexander und Nicolas, auch Profifußballer waren bzw. noch sind.